# Nikolaj Aleksejev
Nikolaj Aleksandrovitj Aleksejev (ryska: Никола́й Алекса́ндрович Алексе́ев), född 23 december 1977 i Moskva, är en rysk HBT-aktivist, advokat och journalist.

## Biografi
Aleksejev har sedan 2005 varit grundaren och huvudsakliga anordnaren av Moskvas pridefestival, som år efter år förbjuds av stadens myndigheter. 1 oktober 2010 fick han för första gången tillstånd till en demonstration, som uppmanade till ekonomisk bojkott av Swiss International Air Lines, på grund av dess inblandning i gripandet av Aleksejev vid Domodedovos internationella flygplats den 15 september 2010.
21 oktober 2010 vann Aleksejev det första fallet någonsin rörande HBT-rättigheter i Ryssland i Europadomstolen, i och med att Ryssland fälldes "för att ha hindrat demonstrationer för homosexuellas rättigheter". Ryssland bad domstolen att se över beslutet, vilket avslogs. Beslutet togs i kraft 11 april 2011.
4 maj 2012 dömde en domstol i St Petersburg Aleksejev till motsvarande 1 500 svenska kronor i böter för "att ha gjort propaganda för homosexualitet för minderåriga" vid en enmansdemonstration i början av april. Han blev därigenom den första som blivit dömd i enlighet med stadens nya ordningsstadga, som mött kraftiga protester.